# Okayama
Okayama (岡山市?, Okayama-shi) è una città del Giappone, capoluogo dell'omonima prefettura, situata nel Chūgoku, nell'isola di Honshū. Conta circa 700 000 abitanti.

## Descrizione

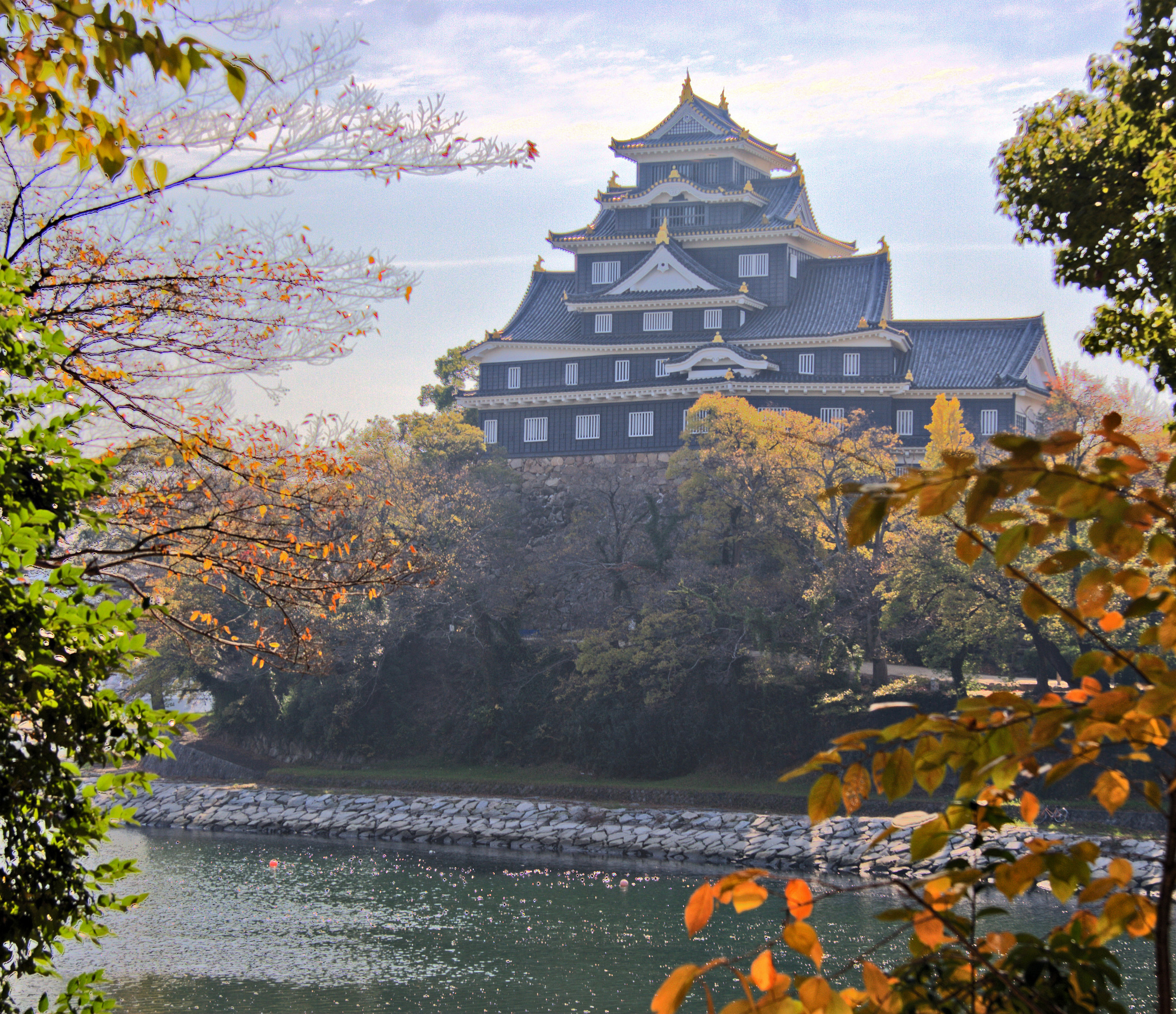
Castello di Okayama

La città ospita uno dei tre più famosi giardini del Giappone: il Kōraku-en. Edificato all'inizio del XVIII secolo, utilizza al massimo livello una tecnica paesaggistica nota come shakkei (借景? lett. "paesaggio in prestito") che consiste nell'inserimento di elementi esterni al giardino in modo tale che sembrino farne parte.
Ad esempio il castello di Okayama, le montagne circostanti e altri elementi distanti sono inquadrati fra gli alberi, gli edifici e le colline interne al giardino in modo che ne sembrino parte o gli facciano da sfondo.
In questa città ha avuto origine l'Hadaka Matsuri, la festa dell'uomo nudo diffusa in Giappone.

## Quartieri
Dal momento che Okayama è diventata una città designata nel 2009, la città è stata divisa in quattro quartieri (ku).
| Quartiere                                 | Popolazione | Superficie (km²) | Densità (per km²) | Mappa |
| ----------------------------------------- | ----------- | ---------------- | ----------------- | ----- |
| Kita-ku (administrative center)           | 302,685     | 451.03           | 671               |       |
| Naka-ku                                   | 142,237     | 51.24            | 2,776             |       |
| Higashi-ku                                | 96,948      | 160.28           | 605               |       |
| Minami-ku                                 | 167,714     | 127.36           | 1,317             |       |
| Popolazione a partire dal 1º ottobre 2010 |             |                  |                   |       |

## Trasporti
La città è collegata alla rete ferroviaria attraverso la stazione di Okayama ed è servita dall'aeroporto di Okayama.